# Segelfluggelände Bisperode-West

i7
i11
i13
Das Segelfluggelände Bisperode-West liegt in der Ortschaft Bisperode des Fleckens Coppenbrügge im Landkreis Hameln-Pyrmont in Niedersachsen, etwa 7 km südwestlich des Zentrums von Coppenbrügge.

## Flugbetrieb
Das Segelfluggelände ist mit einer westlich gelegenen, 575 m langen und 30 m breiten Start- und Landebahn aus Gras (Richtung 06/24) und mit einer östlich gelegenen, 250 m langen und 30 m breiten Landebahn für Segelflugzeuge aus Gras (Richtung 24) ausgestattet. Landungen finden, unabhängig von der Windrichtung, immer in Richtung 24 statt. Das Segelfluggelände besitzt eine Betriebszulassung für Segelflugzeuge, Motorsegler und Luftsportgeräte, ausgenommen Personenfallschirme. Als Startarten sind Windenstart und Luftfahrzeugschleppstart mit selbststartenden Motorseglern und aerodynamisch gesteuerten Ultraleichtflugzeugen zugelassen. Die Länge der Seilauslegebahn beträgt 950 m. Das Segelfluggelände dient der Nutzung durch den Betreiber des Segelfluggeländes. Andere Flüge bedürfen der vorherigen Genehmigung des Betreibers (PPR). Der Halter und Betreiber des Segelfluggeländes ist der Luftsportverein Hameln e. V. Am Segelfluggelände ist auch der Luftsportverein Kreis Springe e. V. ansässig.

## Geschichte
Der Luftsportverein Hameln e. V. wurde 1928 gegründet. Der Luftsportverein Kreis Springe e. V. wurde 1953 gegründet. Das Segelfluggelände Bisperode-West wurde am 1. Oktober 1969 zugelassen.